# ヘルマン・ヴェーデキント

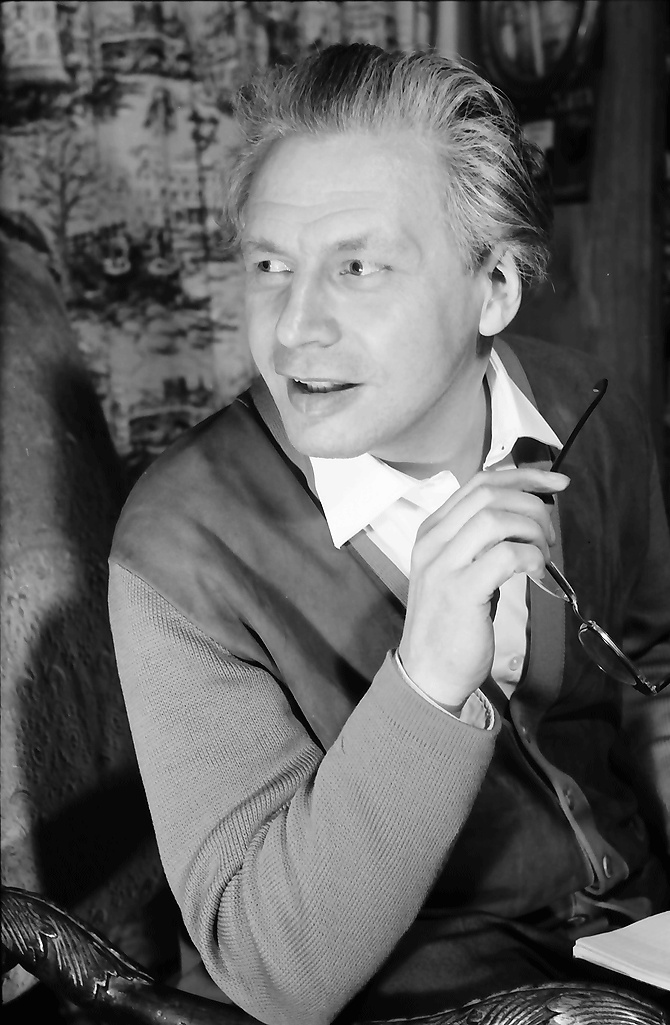
ヘルマン・ヴェーデキント（1958年）

ヘルマン・ヴェーデキント（ドイツ語: Hermann Wedekind, 1910年11月18日 -  1998年1月16日）は、ドイツの舞台俳優、オペラ歌手（テノール）、舞台演出家、オペラ演出家、舞台監督、劇場芸術総監督、平和活動家。

## 生涯
ヘルマン・ヴェーデキントはヴェストファーレンのコースフェルトに生まれ、青年期をヴィッテン・アン・デア・ルールで過ごした。1932年、彼はハーゲン市立劇場で独学で働いた。その後、1935年にハインツ・ヒルパートにベルリンのドイツ劇場に招かれるまでの間、ビーレフェルト劇場で若手の役を演じた。一旦ベルリンに行ったものの、慕っていたヒルパートと仲違いしたヴェーデキントは、ケーニヒスベルクの新劇場に行った。しかし1シーズン後にベルリンのドイツ劇場に戻り、1943年までヒルパートの私的なアシスタントを務めた。その後、短い期間歌手として活躍した。ダンツィヒのオペラでは、若きヘルデンテノール（英雄的テノール・ワーグナーテノール）として第一級の賞を獲得し、1943/1944年のシーズンにはドレスデン国立歌劇場と契約したが、6か月後の1944年9月にドイツのすべての劇場が閉鎖されたため、この契約は打ち切られた。
ヴェーデキントは、1945年2月に直接ドレスデン爆撃を体験している。それは彼に深い印象を残し、後の作品全体に決定的な影響を与えた。例えば、後に彼が脚色したバロックの詩人アンドレアス・グリューフィウスの推理劇『カタリーナ・フォン・ゲオルギエン または守られた誠実（Katharina von Georgien）』では、その冒頭に連続するのは、ドレスデンへの焼夷弾による爆撃の描写、女性が発狂する体験（「私は帽子をなくした」）、翌朝の黒鳥の歌による「目覚めの体験」など、ヴェーデキント自身の体験にまで遡ることができるものである。 

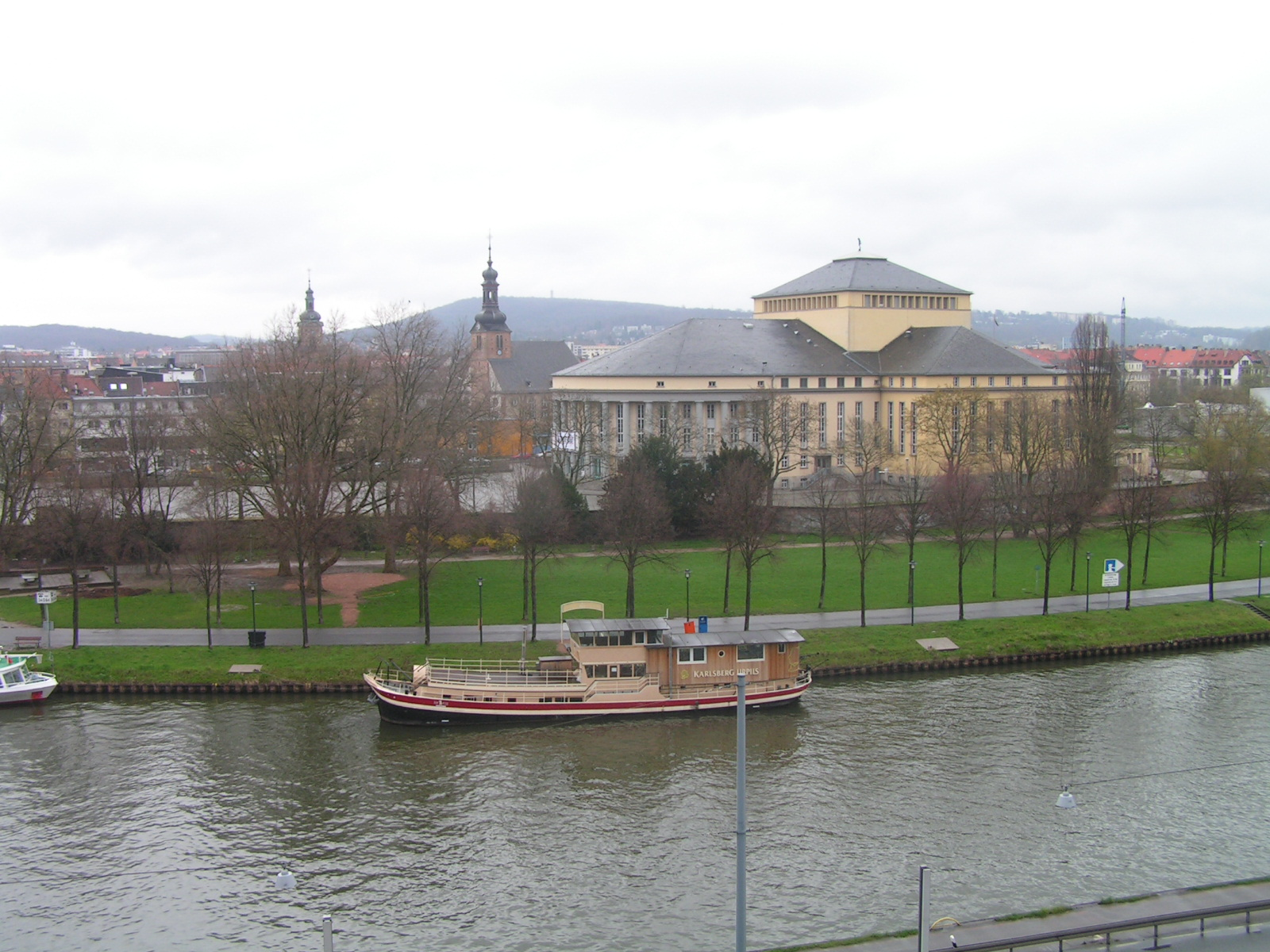
ザールラント州立劇場

戦後の1946年から1950年にかけて、ヴェーデキントは当初、ボンの劇場の館長を務め、同時に当時高い評価を得ていた演劇学校の校長も務めた。その後、1950年から1954年まで戦後に再建したミュンスター市立劇場の芸術総監督を務めた後、バーゼルに芸術総監督として赴き、1960年にはザールブリュッケン州立劇場（現在のザールラント州立劇場）の運営を引き継いだ。1964年に指揮者ジークフリート・ケーラーを音楽総監督に起用したことは、ザールブリュッケン音楽劇場の芸術的な共同作業の始まりであり、ドイツの国境を越えてザールブリュッケン音楽劇場の名声が高まった。1970年にはザールラント州の首相から芸術総監督の称号を授与された。1975年、ザールブリュッケンでの総監督としての彼の仕事は終わりを迎えたが、演出家として、国境を越えた活動、特に東欧諸国、とりわけグルジア（現：ジョージア）との接触の発起人としての彼の関与は終わらなかった。 

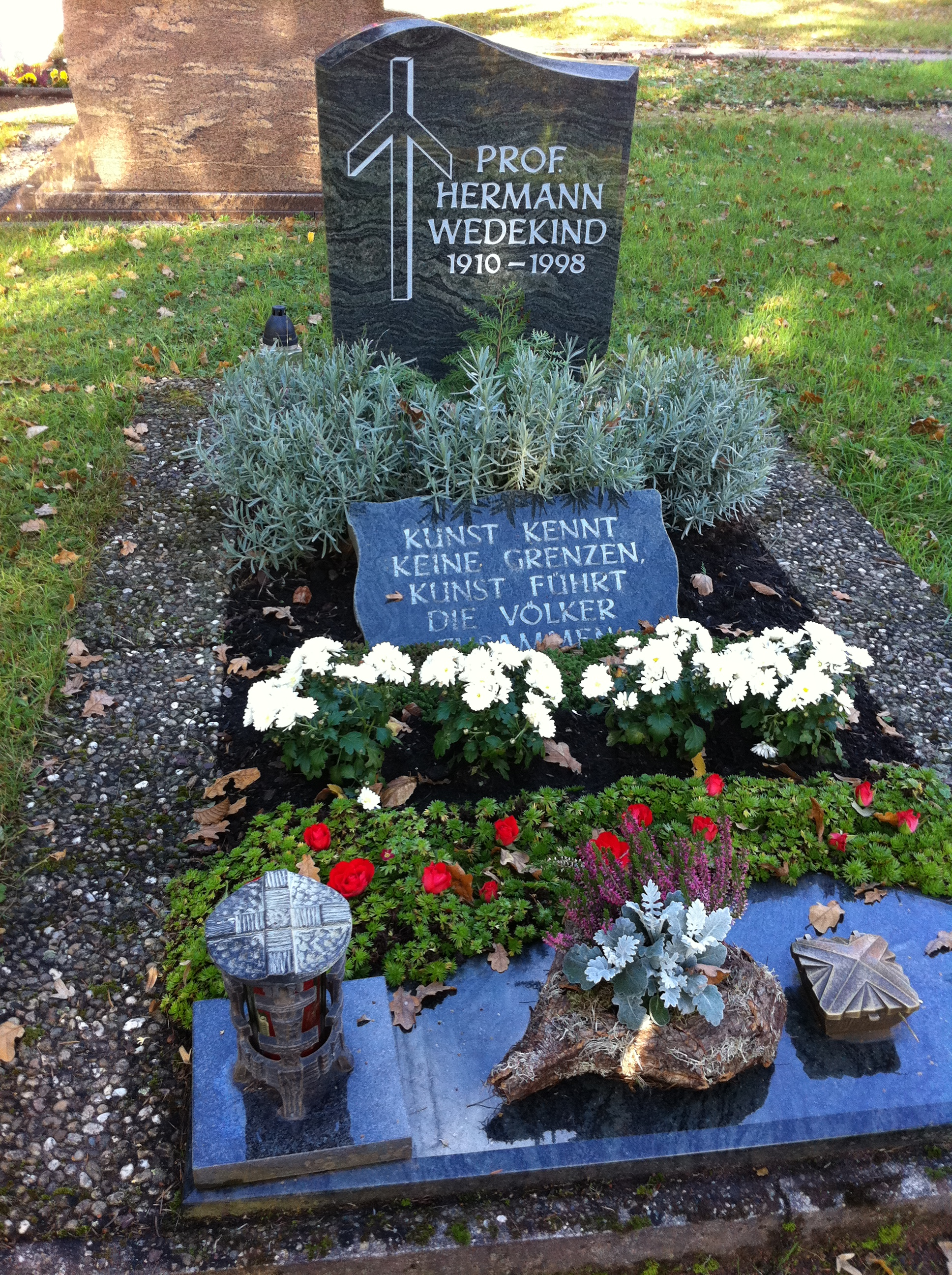
ヴァーダーンのヴェーデキントの墓

ヴェーデキントとコーカサスのこの国との文化的接点を生かし、1975年には、彼の個人的な友人でもあるザールラント州の州都ザールブリュッケンのオスカー・ラフォンテーヌ市長（Bürgermeister）（1976年からは大市長（Oberbürgermeister））の発案で、NATO地域の都市（ザールブリュッケン）とワルシャワ条約機構の都市（ジョージアの首都トビリシ）との初の都市提携が実現したが、これは「冷戦の真っ只中」のことであった。ザールラント州立劇場前の広場はジョージアの首都に因んで、トビリシ広場（ティフリス広場）と名付けられている。
第二次世界大戦後、ヴェーデキントは自分自身を芸術と平和の大使としてみなしていた。彼の個人的なモットーは「芸術は国境を知らない」。歌手のモンセラート・カバリェをはじめ、多くの若手アーティストが彼に見出され、宣伝された。しかし、彼がプロのレベルの演技を要求したアマチュア演劇人たちとの公演も、多くの側面から認められ、支持された。彼らはバルヴェの肥沃な大地に蒔かれた。そして、彼は何度も何度も地球規模の国際理解のために仕事をしてきた。
ヘルマン・ヴェーデキントは、長く住んだザールラント州ヴァーダーンで88歳で死去した。彼は地元の墓地に埋葬された。

## バルヴェ洞窟フェスティヴァル
ザウアーラント地方のバルヴェ洞窟にある巨大な自然の舞台で行われていたアマチュア演劇の伝統は、1947年にバルヴェ洞窟演劇協会が設立されたことで再開された。1949年、ヘルマン・ヴェーデキントが3年間、劇団の芸術監督を引き継いだ。
25年の中断の後、1950年のペドロ・カルデロン・デ・ラ・バルカの『大世界劇場』に出演していた仲間に刺激を受け、バルヴェ市民のアガータ・アルホッフ＝クラマーからバルヴェ洞窟フェスティヴァルの再設立を引き継いだ。ヴェーデキントは1983年から1996年までバルヴェ洞窟フェスティバル協会の芸術監督を務めた。
カトリック教徒として育ったヴェーデキントは、ザウアーラント地方の小さな町バルヴェと密接な関係を持ち、同時に重要な関係を築いていた。ヴェーデキントは、彼の国際的なコネクションを利用して、ヨーロッパ各地の俳優を紹介し、舞台空間としてのバルヴェ洞窟の魅力を伝えた。初年度には、アンドレアス・グリューフィウスから脚色した『グルジアのカタリーナ』を制作し、モスクワのポルジャンスキー合唱団のゲスト公演も行った。歌手のための宿泊施設を提供することで多くのバルヴェ市民に支持されたこの交流は、彼がモットーとしていた「芸術は国境を知らず、芸術は人々を一つにする」という平和政策の中心的な関心事を現実化したものであった。 同じ伝統の中で、彼とジョージアとの密接な関係によるトビリシのルスタヴィ＝アンサンブルの演奏があったが、バルヴェの後に当時のソビエトの外務大臣エドゥアルド・シェワルナゼとの密接なつながりができた。ほぼ同時期に、彼はバルヴェでロシア作家組合による朗読会を開催した。これらの公演・出演を可能にするために、彼は私財を投じた。1984年の『ヴェストファーレンポスト』紙のインタビューで、彼は次のような表現の発言をしている「まさに射撃クラブが毎年毎年伝統的に鳥を撃ち落とす場所で、私は平和の鳩をカタリーナと一緒に舞い上がらせたのだ」。
ヴェーデキントは、1995年にフェスティヴァルの一環として、クタイシのヘルマン＝ヴェーデキント若者劇団の俳優たちと一緒に推理劇『大世界劇場』を上演し、世代を超えた取り組みであることを証明した。
名誉会長として、ヴェーデキントはその後もバルヴェ洞窟フェスティヴァルと密接な関係を保っていた。

## 受賞歴
ヴェーデキントは、人々を団結させる彼の努力に対していくつかの賞を受賞している。 彼は偉大なドイツ連邦共和国功労勲章、1986年、ザールラント功労勲章、ノルトライン＝ヴェストファーレン功労勲章、アルベルト＝シュヴァイツァー平和メダル（Albert-Schweitzer-Friedensmedaille）を受章している。
彼はクタイシとジョージアの名誉市民になった。 1995年、 エドゥアルト・シェワルナゼ大統領は彼をジョージア共和国の最初の名誉市民に指名した。

## 家族
ヴェーデキントは俳優一家である。彼は女優のグレーテ・シャウン＝ヴェーデキントと結婚していた（1911 ベルリン -  2007）。彼の弟のヴェルナー・ヴェーデキント（1999没）は、1950年にカールスルーエに「（劇場・島）」を設立し、1999年まで芸術総監督を務めた。彼の息子の一人は、マイケル・ヴェーデキント監督である。彼の娘のクラウディア・ヴェーデキント＝フェルミー（1942 - 2015）は1986年からハンスイェルク・フェルミー（1931 - 2007）と結婚した。別の息子が医者アンドレアス・トレッチェル（歌手のエルフリーデ・トレッチェルの息子）である。